# 한화
한화(韓火)는 한화그룹의 계열사로서 1952년 창업주 김종희에 의해 설립된 한국화약주식회사로 출발했으며 1993년 주식회사 한화로 사명을 변경했다. 본사는 서울특별시 중구 청계천로 86 (장교동)에 있다. 2022년 11월부터는 자회사인 한화건설을 합병하여 ㈜한화/글로벌·㈜한화/모멘텀·㈜한화/건설 등 3개 부문으로 개편하였다. 2022년 3월에는 미국 내 폴리실리콘 생산시설을 보유한 노르웨이 기업 REC실리콘의 지분을 인수함으로써 태양광용 폴리실리콘과 더불어 반도체, 이차전지용 핵심 소재 사업으로 영역 확장 운영하고 있다.

## 사업

### 글로벌 부문
건설과 자원 개발에 필수적인 산업용 화약류 제조·판매, 전자뇌관과 차별화된 발파 시스템 제공, 불꽃 행사 연출하는 불꽃 사업 등 수행. 폴리머, 모노머, 방산, 암모니아, 수소 등 친환경 에너지원 사업 등 수행. 반도체, 이차전지용 소재로 쓰이는 실리콘 가스, 지구온난화지수를 저감하는 친환경 유도체 등의 차세대 소재 사업 국산화 작업.

### 모멘텀부문
열 기술, 자동화 기술, 진공증착 기술, 고부가가치 기계 설비 생산. 국내외 배터리 기업에 이차전지 소재부터 전극, 조립, 화성 및 모듈팩 공정까지 검증된 턴키 솔루션(Turn-key Solution) 제공. 세계 최초로 타이어 전 공정 물류자동화 시스템, 스마트 팩토리와 로봇 및 자동화 설비 접목.

### 건설부문
1967년 태평양건설로 출범, 건축, 토몰, 플랜트 분야. 2022년 ㈜한화에 합류. 수원 마이스(MICE) 복합단지, 서울역 북부역세권 복합개발사업, 대전역세권 복합개발사업, 수서역 환승센터 개발사업, 잠실 스포츠 마이스 복합공간 조성사업 등 조(兆) 단위 프로젝트의 사업주관사로 선정되어 진행. 주거 브랜드인 '포레나(FORENA)'는 2019년 론칭, 세계 최대 규모의 돔 공연장인 필리핀 아레나 시공, 이라크 비스마야 신도시 건설 등.

## 연혁
- 1952년 10월 한국화약(주)로 설립
- 1955년 10월 조선유지공판 인천공장 인수
- 1964년 1월 신한베어링(주) 인수
- 1965년 8월 한국화성공업(주)설립
- 1966년 7월 태성물산(주)(현 (주)한화 무역부문)설립
- 1968년 9월 제일화재해상보험(주)인수
- 1969년 11월 경인에너지(주)설립
- 1972년 12월 한국플라스틱공업(주)설립
- 1973년 9월 동업공업(주)인수
- 1973년 11월 태평개발(주)(현 한화개발)설립
- 1974년 9월 유니온포리마(주)설립
- 1975년 5월 학교법인 천안북일학원설립
- 1976년 1월 주식 상장
- 1976년 5월 성도증권(주)(현 한화투자증권)인수
- 1979년 12월 중앙연구소 설립
- 1981년 7월 현암 김종희 회장 사망(향년 59세)
- 1981년 8월 김승연, 2대회장 취임
- 1984년 태평양건설(주) 김포요업공장 인수
- 1988년 산다(주) 흡수합병[1]
- 1993년 (주)한화로 사명 변경
- 1995년 골든벨상사(주) 합병
- 1996년 한화전자정보통신(주) 합병
- 1998년 한화기계(주) 합병
- 1999년 1월 경향신문사(주), 한화자동차부품(주) 계열 분리
- 1999년 5월 환경시설운영(주) 설립
- 2001년 3월 정보부문을 한화에스앤씨(주)와 한화통신(주)에 분사
- 2001년 12월 대우전자 특산사업부분 인수
- 2002년 7월 건설 (주)한화건설/기계(한화기계(주), 현 한화/기계부문) 부문 분할
- 2005년 5월 인천공장 부지개발 관련 사업약정서 체결
- 2006년 10월 인천공장 보은 이전 완료
- 2007년 1월 종합연구소 준공
- 2008년 12월 무역의 날 금탑산업훈장 및 20억불 수출탑 수상
- 2009년 8월 브라질법인 설립
- 2009년 9월 아산공장준공식
- 2009년 11월 한화기념관 개관
- 2010년 6월 마이크로 에어로봇 합병
- 2013년 2월 나로호개발성공 과학기술 훈장, 대통령 표창
- 2014년 10월 한화테크엠(주)을 기계부문으로 합병
- 2022년 11월 (주)한화건설을 건설부문으로 합병

## 주요 계열사
- 한화솔루션 (구 한화석유화학)
- 한화건설
- 한화생명보험 (구 대한생명)
- 한화호텔앤드리조트
- 한화에어로스페이스
- 한화 이글스
- 한화큐플러스
- 미디어오렌지

## 같이 보기
- 빙그레
- 이리역 폭발사고
- 한화 이글스